# Эмболия
Эмболи́я (др.-греч. ἐμβολή — вторжение) — типовой патологический процесс, обусловленный присутствием и циркуляцией в крови или лимфе частиц, не встречающихся там в нормальных условиях (эмбол), нередко вызывающий окклюзию (закупорку) сосуда с последующим нарушением местного кровоснабжения. 
Закупорка кровяного русла может происходить в результате травм, переломов, ампутации, а также является последствием внутривенной инъекции, при этом происходит закупорка сосуда воздушной пробкой (использовалась также как метод умертвления при эвтаназии).

## Основные виды эмболии
Эмболия по характеру вызывающего её объекта подразделяется следующим образом:
- эмболия твёрдыми частицами (ткани, микробы, паразиты, инородные тела);
- тканевая и жировая эмболия[2] встречаются преимущественно при обширных и тяжёлых травмах, переломах длинных трубчатых костей и т. д.;
- эмболия околоплодными водами (зачастую вызвана попаданием амниотической жидкости в кровоток через повреждённый сосуд);
- эмболия газами (в более частном случае воздушная эмболия) происходит при операциях на открытом сердце, ранениях крупных вен шеи и грудной клетки, а также декомпрессионных заболеваниях;
- бактериальная эмболия связана с закупоркой сосудов скоплениями микробов;
- эмболия инородными телами, в основном мелкими осколками при огнестрельных ранениях; нередко носит ретроградный характер;
- эмболия, вызванная оторвавшимся тромбом или его частью, — тромбоэмболическая болезнь — имеет наибольшее практическое значение. Тромбы или их части (тромбоэмболы) из периферических вен оседают, как правило, в бассейне лёгочной артерии (см. Тромбоэмболия лёгочной артерии). В артериях большого круга эмболия обычно обусловлена отрывом тромботических наложений на клапанах или стенках левой половины сердца (при эндокардитах, пороках сердца, аневризме левого желудочка);
- медикаментозная эмболия может произойти при инъекции масляных растворов подкожно или внутримышечно при случайном попадании иглы в сосуд. Масло, оказавшееся в артерии, закупоривает её, что приводит к нарушению питания окружающих тканей и некрозу.

## Локализация
По локализации наибольшую опасность представляют эмболии сосудов лёгких, головного мозга и сердца.
Классические законы движения частиц, называемых также эмболами, установленные в XIX в. Р. Вирховым, которые базируются на уверенности, что никакие из них, кроме жировых или микроскопических бактериальных, не могут проникать через капиллярную сеть. Движение частиц обычно осуществляется в соответствии с естественным током крови (ортоградно). Таким образом, в большинстве случаев:
- Эмболы из венозной системы большого круга, а также из правых отделов сердца попадают в сосуды малого круга кровообращения и там задерживаются.
- Эмболы из левых отделов сердца, а также из лёгочных вен попадают в артерии большого круга (конечностей, сердца, головного мозга, внутренних органов).
- Эмболы, возникающие в непарных органах брюшной полости, задерживаются в портальной системе.

Исключением является ретроградная эмболия, при которой движение эмбола происходит против естественного тока крови. Как правило, это характерно для вертикально ориентированных венозных сосудов, эмбол в которых обладает большей, чем плазма крови, плотностью, и его движение подчиняется силе тяжести в большей степени, чем гемодинамике. Данный вид эмболии был описан в 1885 году Ф. Реклингхаузеном (Reklinghausen F.). Также ретроградная эмболия из дистальных отделов артерии может быть обусловлена патологическим градиентом артериального давления.
Известна также парадоксальная эмболия, описанная Ф. В. Цаном в 1889 году. При парадоксальной эмболии частица свободно проникает из венозной системы большого круга в артериальную, минуя малый круг, вследствие существующего порока сердца. Такое бывает при дефекте межжелудочковой или межпредсердной перегородки или при ином пороке с право-левым шунтом.
При эмболии мелких сосудов возможно быстрое восстановление циркуляции крови за счёт коллатерального кровообращения.